# Каспичан
 Тази статия е за града.  За селото с това име вижте Каспичан (село).  
Ка̀спичан е град в Североизточна България. Той се намира в Област Шумен, в близост до градовете Нови пазар и Плиска. Градът е административен център на община Каспичан.

## География
Община Каспичан се намира в централната част на Североизточна България. Граничи с общините Шумен, Нови пазар и Провадия. Административно-териториалното деление включва 9 селища. Заема изключително важно стратегическо положение в Североизточна България.
Град Каспичан се намира на 69 км от Варна и на 120 км средно от двете големи дунавски пристанища Русе и Силистра. Железопътната гара на града е важен комуникационен и транспортен възел в Североизточна България. В землището на град Каспичан се намира и едноименното село Каспичан, което няма собствено землище.
Трасето на автомагистрала „Хемус“ преминава през града. На територията на общината се намират НИАР „Плиска“ и НИАР „Мадара“.
Приоритетни отрасли в общинската икономика са туризмът, селското стопанство, леката и хранително-вкусовата промишленост. Общината разполага с дадености за развитие на екологично и природосъобразно животновъдство и земеделие. Възраждат се лозарството и овощарството. Богатото културно-историческо наследство и уникалните природни дадености са предпоставки за превръщането на Каспичан във водеща туристическа дестинация. На нейната територия е разположен НИАР „Плиска“ в който се намира първата българска столица. Крепостта е разделена на външен и вътрешен град. Във Вътрешния град се намират редица постройки измежду които е цитаделата, защитена с тухлена стена в която се е издигал малкият дворец. На 1.,5 км от Източната порта се намира Голямата базилика – най-големият християнски храм, датиран от края IX в. В Плиска Княз Борис I е посрещнал учениците на Кирил и Методий, които поставят началото на Плисковско-Преславската книжовна школа.
Територията на общината обхваща живописното Мадарско плато и НИАР „Мадара“, където се намира уникалният скален релеф на „Мадарският конник“ обявен от ЮНЕСКО за паметник от световно значение и стойност.

## История
Според историка от началото на ХХ век Васил Миков произходът на името селището е узски, тъй като е тъждествено на името на техен племенен вожд. 
Каспичан започва своето развитие като тържище, а през 1866 година и като железопътна станция Шумлъ на първата железопътна линия Русе – Варна. Инфраструктурното значение на гарата за района бързо расте след Освобождението.
Запазени са свидетелства относно провеждането на селско-общински избори в района през 1896 г. 
С Указ № 546 на Президиума на Народното събрание от 7 септември 1964 г. Каспичан е обявен за град, а през 1979 година става център на община.

## Население
Численост на населението според преброяванията през годините: 
| \| Година на преброяване \| Численост \| \| --------------------- \| --------- \| \| 1934 \| 1539 \| \| 1946 \| 1929 \| \| 1956 \| 2566 \| \| 1965 \| 3629 \| \| 1975 \| 3997 \| \| 1985 \| 5909 \| \| 1992 \| 3955 \| \| 2001 \| 3689 \| \| 2011 \| 3116 \| \| 2021 \| 2551 \| |           |
| Година на преброяване | Численост |
| 1934 | 1539      |
| 1946 | 1929      |
| 1956 | 2566      |
| 1965 | 3629      |
| 1975 | 3997      |
| 1985 | 5909      |
| 1992 | 3955      |
| 2001 | 3689      |
| 2011 | 3116      |
| 2021 | 2551      |

По данни на ГРАО към 15 март 2024 г. в града живеят 2895 души по настоящ адрес и 3077 души по постоянен адрес.

### Етнически състав

#### Преброяване на населението през 2011 г.
Численост и дял на етническите групи според преброяването на населението през 2011 г.: 
|                     | Численост | Дял (в %) |
| Общо                | 3116      | 100,00    |
| Българи             | 2449      | 78,59     |
| Турци               | 343       | 11,00     |
| Цигани              | 56        | 1,79      |
| Други               |           |           |
| Не се самоопределят |           |           |
| Неотговорили        | 259       | 8,31      |

## Религии
Жителите на Каспичан са предимно християни.

## Икономика
Условията и даденостите на общината са подходящи, както за отдих, така и за бизнес. Развива се и производство на растителни мазнини и хартиени изделия. В град Каспичан се намира и най-големият на Балканите Дата център.
На територията на общината са развити някои от най-крупните производствени мощности:
- Най-голямата в България фирма за санитарен фаянс „Рока България“ АД;
- „Херти“ АД – производство на опаковки, алуминиеви капачки и термоустойчиви капсули;
- „Ивет“, Златна нива – преработка на месо и колбаси;
- „Велпа“ ООД – производство на хартия, целулоза, картон и изделия от тях;
- „Керамат“ АД – производство на строителни материали;
- „Крис ойл 97“ ЕООД – производство на рафинирано слънчогледово олио и др.

Градът е важен железопътен център, възлова гара на линиите Варна – Русе и Варна – Шумен – Горна Оряховица – Плевен – София.

## Обществени институции
- Общинска администрация
- Полицейско управление
- Железопътна гара
- Електроразпределение
- Водоснабдяване и канализация
- Напоителна система „Виница“
- Телекомуникационен център с цифрова телефонна централа

## Забележителности
- Културните мероприятия се провеждат в културния център, обединил читалище „Пробуда“, градската библиотека и киното.
- Някогашният пионерски дом е превърнат в общински детски комплекс.
- Православни храмове „Св. великомъченик Пантелеймон“ от началото на XX век и „Св. Николай летни“.
- В югозападния квартал Калугерица – уникално православно гробище с огромни каменни кръстове от 15 и 16 век. В местността Кирека над квартал през 80-те години на XX век археологът Тодор Балабанов открива останки от раннохристиянски манастир от 4 век. В близост над него в скалите е издълбана уникална гробница от същия период.

## Редовни събития
Всяка година в град Каспичан се провеждат различни мероприятия (фестивали, концерти, събори, състезания и др.), свързани с „Дните на моя град“, които в Каспичан започват последната седмица на месец май.

## Личности
Кметове на град Каспичан (от 1964 година):
- От 1964 до 1967 г. кмет е Христо Иванов Пройнов, роден на 19.03.1915 г. в Плиска, починал на 17.03.1978 г.
- От 1968 до 1978 г. кмет е Христо Петков Христов, роден на 01.07.1934 г., завършил ВПИ, Шумен.
- От 1979 до 1991 г. кмет е Жеко Иванов Урумов, роден на 26.02.1932 г., завършил ВИНС, Варна.
- От 1991 до 1999 г. кмет е Николай Борисов Николов, роден на 09.05.1953 г., завършил АОНСУ – София, ВИНС – Варна и ВСУ „Черноризец Храбър“ – Варна.
- От 1999 до 2011 г. кмет е Валери Радославов Вълков, роден през 1965 година.
- От 2011 до 2023 г. кмет е Милена Недева.
- От 2023 г. кмет е Златин Славчев Ценков.

Други личности:
- проф. Христо Контев – ентомолог
- проф. Румяна Йовева – професор по български език
- Ангел Ганев – дипломат
- Бончо Димитров – щангист
- Lil Pimi - Рапър и Еротичен актьор

## Спорт
Най-практикувания спорт е хандбал. През 1994 г. е регистриран ХК „Локомотив“ като наследник на секция „Хандбал“ на ДФС „Локомотив“. В тренировъчен и учебно-състезателен процес ежегодно участват около 60 деца на възраст от 8 до 14 години. Най-добро класиране – 4-то място в България (момчета до 12 години) през 2005 г.
Най-добрият състезател по ракетомоделизъм в младша възраст е каспичанец, най-добрия моделист от юношите е отново каспичанец, за това извоюват европейско и световно първенство да се проведе в техния град Каспичан. През 2013 г. се провежда за втори път в България европейско първенство по ракетомоделизъм, а през 2014 г. ще се проведе и първото за България световно първенство по ракетомоделизъм.

## Кухня
Кухнята е традиционна за България.

## Други
Морският нос Каспичан на остров Гринуич в Антарктика е наименуван в чест на град Каспичан.